# Amblycephalon
Amblycephalon är ett släkte av kräftdjur. Amblycephalon ingår i familjen Cymothoidae.
Kladogram enligt Catalogue of Life:
| Amblycephalon | \| \| Amblycephalon indicus \| \| \| \| \| \| Amblycephalon schadleri \| \| \| \| |
|               | \| \| Amblycephalon indicus \| \| \| \| \| \| Amblycephalon schadleri \| \| \| \| |
|               | Amblycephalon indicus                                                             |
|               |                                                                                   |
|               | Amblycephalon schadleri                                                           |
|               |                                                                                   |